# Enrico Costa (bobbista)
Enrico Costa (17 giugno 1971) è un bobbista italiano che competé dal 1994 all'inizio degli anni 2000.
Vinse la medaglia d'oro ai Campionati mondiali di bob 1999 a Cortina d'Ampezzo nel bob doppio.
Partecipò anche alle Olimpiadi invernali del 1998 dove concluse 14° nel bob doppio e 20° nel bob a quattro.